# Lưu Hi
Lưu Hi (giản thể: 刘熙; phồn thể: 劉熙; bính âm: Liú Xī) (?-329), tên tự là Nghĩa Quang (義光), là vua cuối cùng của nước Hán Triệu thời Thập lục quốc trong lịch sử Trung Quốc. Ông nguyên là thái tử của Lưu Diệu, hoàng đế thứ năm của nước Hán Triệu. Ông trở thành vua Hán Triệu sau khi cha bị quân Hậu Triệu bắt giữ và sát hại, song đã không thể chống lại quân Hậu Triệu và bị giết chưa đầy một năm sau đó.
Lưu Hi là con trai giữa Lưu Diệu và vị Hoàng hậu đầu tiên (song không phải là vợ cả) là Hoàng hậu Dương Hiến Dung, bà trước đây từng là hoàng hậu của Tấn Huệ Đế. Lưu Diệu lên ngôi hoàng đế vào năm 318 sau khi đánh bại cuộc chính biến của ngoại thích Cận Chuẩn (靳準), ông lập Dương Hiến Dung làm hoàng hậu năm 319 và lập Lưu Hi làm thái tử. Bà mất năm 322.
Sau khi bà qua đời, đã xảy ra vấn đề về quyền thừa kế. Đó là việc anh trai của Lưu Hi là Lưu Dận trở về. Dận trước đây là thế tử của Tấn vương Lưu Diệu, người mà Lưu Diệu tưởng đã bị giết trong cuộc chính biến của Cận Chuẩn, trong trên thực tế Dận đã chạy thoát và trở thành nô lệ của bộ lạc Hắc Nặc Úc Cúc (黑匿郁鞠). Năm 323, Lưu Dận tiết lộ thân phận với tộc trưởng và người này đã giao lại cho Lưu Diệu. Lưu Diệu định thay thế vị trí thái tử của Lưu Hi bằng Lưu Dận, do Lưu Dận trước đây là Thế tử, song chú của Lưu Dận là Bốc Thái (卜泰) và viên quan khác là Hàn Quảng (韓廣) đã lên tiếng phản đối, còn bản thân Lưu Dận cũng không muốn thay thế Lưu Hi. Lưu Diệu vì thế vẫn để Lưu Hy làm thái tử và ban cho Lưu Dận danh dự đặc biệt, bao gồm việc Lưu Hi nhường ngôi vị huynh trưởng cho Lưu Dận trong một buổi lễ. Quan hệ giữa hai anh em khá mật thiết cho đến khi bị giết.
Khoảng tết năm 329, Lưu Diệu bị quân Hậu Triệu bắt trong trận chiến. Lưu Hi trên thực tế đã đóng vai trò hoàng đế, và sau khi thảo luận với Lưu Dận, ông quyết định rút từ kinh thành Trường An về phía tây đến Thượng Khuê (上邽, nay thuộc Thiên Thủy, Cam Túc), đô phủ của Tần Châu (秦州, nay là đông bộ Cam Túc), nhằm phòng thù dễ dàng hơn. Tuy vậy, việc rút lui đã gây nên hoảng sợ, và toàn bộ tướng lính của Hán Triệu đã rời bỏ vị trí và chạy về Tần Châu, dễ dàng để lại phần lớn lãnh thổ còn lại của Hán Tiệu cho Hậu Triệu.
Vào mùa thu năm 329, quân Hán Triệu dưới quyền chỉ huy của Lưu Dận đã cố lấy lại Trường An. Ban đầu, ông đã có một số thắng lợi và chiếm lại phần lớn lãnh thổ đã mất về tay Hậu Triệu. Tuy nhiên, lúc ông bao vây Trường An, tướng Thạch Hổ của Hậu Triệu xuất trận và đánh bại ông. Lưu Dận rút quân về phía Thượng Khuê, Thạch Hổ lại đuổi theo và đánh bại ông một lần nữa, chiếm Thượng Khuê. Thạch Hổ giết chết Lưu Hi, Lưu Dận cùng toàn bộ hoàng thân, đại thần và tướng lĩnh của Hán Triệu. Thạch Hổ dùng vũ lực để tái định cư tất cả các quan lại khác và các gia tộc lớn tại Tần Châu và Ung Châu (雍州, nay là trung bộ và bắc bộ Thiểm Tây) về kinh thành Hán Triệu là Tương Quốc (襄國, nay thuộc Tân Hải, Hà Bắc), và tàn sát, tại Lạc Dương, các thành viên quý tộc Hung Nô. Hán Triệu diệt vong.